# Chrysophyceae
Chrysophyceae é um extenso agrupamento taxonómico de algas do filo Stramenopiles que vivem principalmente em águas doces. Estão descritas cerca de 1000 espécies, distribuídas por 4 ordens extantes.

## Descrição
As crisofíceas são algas na maioria unicelulares, entre as quais se incluem espécies nas águas interiores (doces e salgadas) e nas águas marinhas. A par das diatomáceas e das xantofíceas, são um dos componentes principais do fitoplâncton.
As algas incluídas neste agrupamento apresentam como pigmentos fotossintéticos as clorofilas a e c e como pigmento acessório um carotenóide acastanhado, a fucoxantina. Em resultado da combinação das colorações destes pigmentos surge o tom verde-amarelado, com laivos de castanho, que está na base da designação algas-douradas que por vezes é utilizada para designar o grupo e está na etimologia do termo «Chrysophyceae».
Apresentam uma grande variedade no que respeita à morfologia e aos modos de nutrição, sendo a maioria fotoautótrofos, mas existindo também espécies que são heterótrofos (osmótrofos e fagótrofos).
Vivem na sua maioria em lagos e lagunas de águas doces límpidas e frias, mas algumas espécies são marinhas. Geralmente são formas unicelulares flageladas, ainda que muitas espécies formem colónias com formas por vezes muito elaboradas.
Muitas espécies apresentam paredes celulares ou intrincados esqueletos siliciosos ou orgânicos. Estão descritas cerca  de 1000 espécies de algas douradas.

## Características

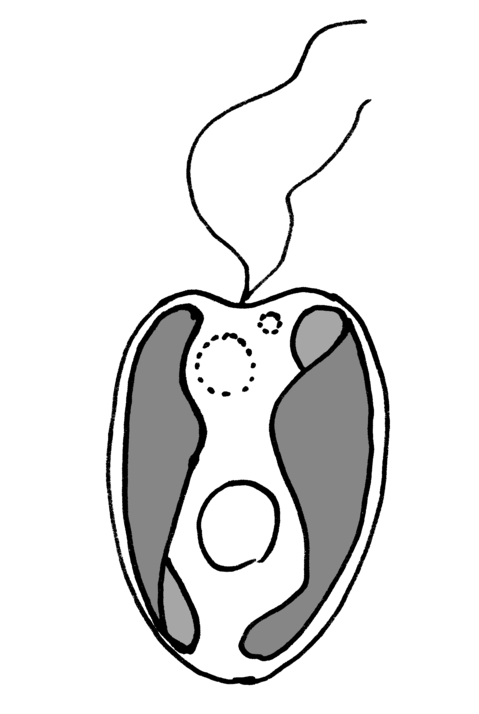
Ochromonas, uma espécie unicelular, mostrando os cloroplastos (nos lados) e o núcleo (no centro).

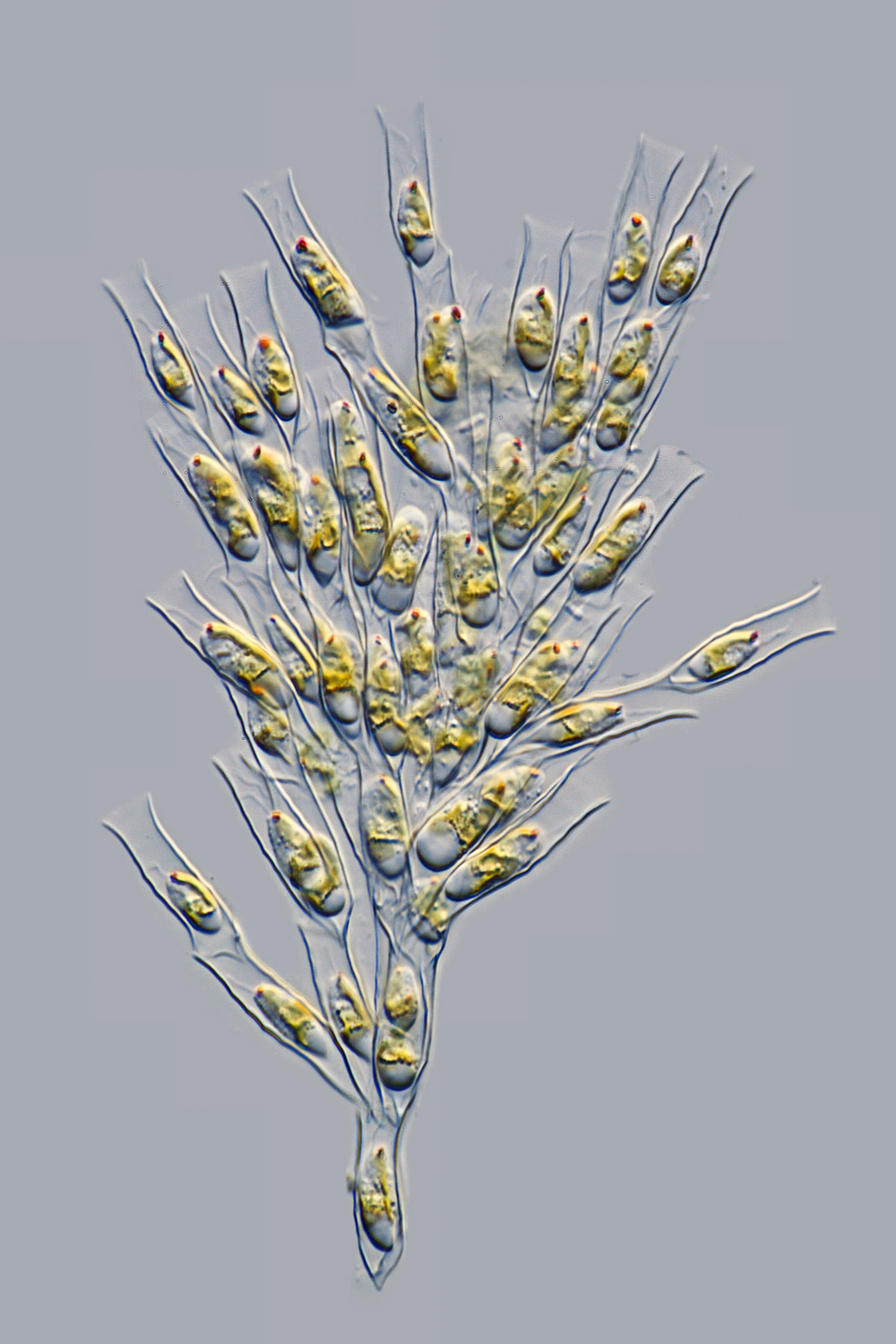
Dinobryon divergens, formando uma colónia ramificada.

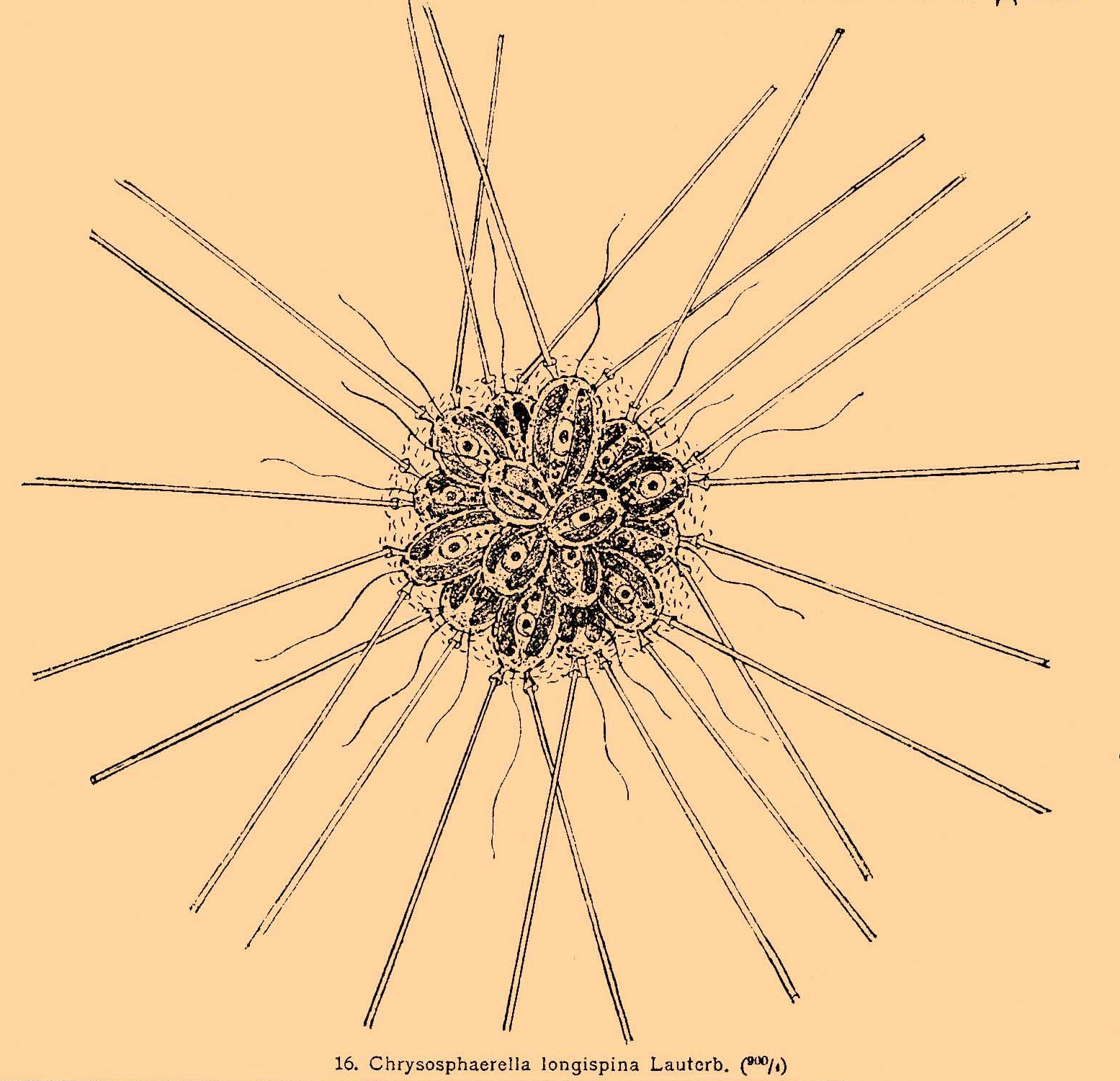
Chrysosphaerella longispina, formando uma colónia esférica.

As algas da classe Chrysophyceae vivem principalmente em água doce, mas também ocorrem no solo húmido e no mar, onde constituem um importante componente do nanoplâncton.
As crisofíceas preferem habitats de águas límpidas e frias, embora também ocorram em águas de temperaturas mais elevadas. Dada a sua abundância entre o fitoplâncton, são em muitos ecossistemas uma das bases das respectivas cadeias tróficas, com grande importância na alimentação de peixes e crustáceos.
A maioria das espécies é fotossintética, embora o grupo também inclua formas mixótrofas e heterótrofas. Em condições de escassez de alimento podem trocar a fotossíntese por um modo de vida heterotrófico, nalguns casos desenvolvendo pseudópodes para reter o alimento, usualmente pequenos protistas. Em condições desfavoráveis podem formar cistos (denominados estomatocistos), constituídos por células individuais, permanecendo em dormência por largos períodos.
As crisofíceas, à semelhança dos restantes grupos de algas, apresentam uma grande variedade morfológica. Embora neste grupo a maioria das espécies seja unicelular, podem  agrupar-se em colónias, sendo a estrutura mais comum um talo ramificado. As células apresentam dois flagelos de tamanho e forma diferentes entre si (sendo por isso heterocontos) que se originam num dos lados da célula. O flagelo mais comprido apresenta duas filas de mastigonemas rígidos, enquanto que o mais curto apresenta apenas umas poucas fibrilhas.
As células podem ser nuas, e algumas espécies são capazes de movimento ameboide. Outras podem estar rodeadas por mucilagem ou por uma parede celular, incluindo formas com armaduras ou conchas. Algumas espécies produzem escamas orgânicas ou siliciosas, enquanto outras produzem armaduras de celulose, de quitina, sílica ou calcário.
A reprodução pode ser assexual ou sexual, sendo a primeira a mais comum. A reprodução assexuada tem lugar por bipartição, formando-se um cisto. A reprodução sexual pode ter lugar por isogamia, oogamia ou anisogamia, dando lugar a um zigoto que forma um cisto silicioso antes de se desenvolver.
Os pigmentos dos cloroplastos incluem as clorofilas a, c1 e c2, para além dos pigmentos acessórios fucoxantina, violaxantina, antaxantina e neoxantina. Estes pigmentos mascaram a coloração verde da clorofila e dão à alga uma coloração amarelada, avermelhada ou parda. A membrana externa do retículo cloroplástico está ligada à membrana externa do núcleo celular. Algumas espécies podem apresentar manchas oculares.

## Taxonomia
A maioria dos membros são organismos unicelulares flagelados com dois flagelos visíveis, como em Ochromonas, ou por vezes apenas um, como em Chromulina. A maior parte não apresenta qualquer protecção celular externa, embora alguns tenham armaduras ou conchas, como no género Dinobryon, que é séssil e cresce em colónias ramificadas. A maioria das formas com placas siliciosas é presentemente considerada como um grupo separado, o grupo das Synurophyceae, mas alguns géneros continuam incluídos entre as crisofíceas, como por exemplo o género Paraphysomonas. Todos os géneros citados estão incluídos na ordem Chromulinales.
Alguns membros são ameboides, com largas extensões celulares ramificadas, ainda que o seu ciclo de vida inclua também etapas flageladas. Os géneros Chrysamoeba e Rhizochrysis, da ordem Chrysamoebales, são exemplos típicos.
Pelo menos uma espécie, Myxochrysis paradoxa, apresenta um complexo ciclo biológico que inclui uma etapa plasmodial multinucleada, similar às encontradas nos mixomicetas.
Outros membros são imóveis, com células que podem ser nuas e rodeadas por mucilagem, tais como Chrysosaccus, ou recobertas por uma parede celular, como no género Chrysosphaera  da ordem Chrysosphaerales. Alguns, embora poucos, são filamentosos ou com organização parenquimatosa, como no género Phaeoplaca da ordem Chromulinales. Outros formam filamentos gelatinosos ramificados, como no género Hydrurus, da ordem Hydrurales, e em outros géneros de água doce filogeneticamente próximos.
Os sistemas de classificação de base filogenética têm introduzido sucessivas alterações à taxonomia deste grupo de organismos, não havendo ainda consenso sobre a sua circunscrição taxonómica e taxonomia interna. Uma das soluções é a subdivisão em quatro ordens:
- Chromulinales
- Chrysosphaerales
- Hibberdiales
- Hydrurales

Segundo as classificações anteriores o agrupamento Chrysophyceae incluía também as ordens Ochromonadales, Rhizochloridales e Synurales que os sistemas mais modernos transferem para a classe Synurophyceae. A ordem Phaeothamniales, que alguns autores incluem nas Chrysophyceae, foi segregada pelas taxonomias mais recentes para uma classe autónoma, as Phaeothamniophyceae.
O posicionamento filogenético do agrupamento Chrysophyceae, como dos restantes grupos de protistas incluídos entre os Stramenopiles continua incerto. Com base em trabalhos recentes (2015-2016) sobre a filogenia dos eucariotas é possível estabelecer os seguinte cladograma:

|  | Bolidophyceae Guillou & Chretiennot-Dinet 1999 |
|  |                                                |
|  | Bacillariophyceae Haeckel 1878 (diatomáceas)   |
|  |                                                |

|  | Pinguiophyceae Kawachi et al. 2002       |
|  |                                          |
|  | Eustigmatophyceae Hibberd & Leedale 1971 |
|  |                                          |

|  | Synchromophyceae Horn & Wilhelm 2007                                                                       |
|  | |
|  | \| \| Leukarachnion Geitler 1942 \| \| \| \| \| \| Chrysophyceae Pascher 1914 (algas-douradas) \| \| \| \| |
|  | |
|  | Leukarachnion Geitler 1942                                                                                 |
|  | |
|  | Chrysophyceae Pascher 1914 (algas-douradas)                                                                |
|  | |

|  | Leukarachnion Geitler 1942                  |
|  |                                             |
|  | Chrysophyceae Pascher 1914 (algas-douradas) |
|  |                                             |

|  | Synchromophyceae Horn & Wilhelm 2007                                                                       |
|  | |
|  | \| \| Leukarachnion Geitler 1942 \| \| \| \| \| \| Chrysophyceae Pascher 1914 (algas-douradas) \| \| \| \| |
|  | |
|  | Leukarachnion Geitler 1942                                                                                 |
|  | |
|  | Chrysophyceae Pascher 1914 (algas-douradas)                                                                |
|  | |

|  | Leukarachnion Geitler 1942                  |
|  |                                             |
|  | Chrysophyceae Pascher 1914 (algas-douradas) |
|  |                                             |

|  | Chrysomerophyceae Cavalier-Smith 1995 |
|  | |
|  | \| \| Phaeothamniophyceae Andersen & Bailey 1998 s.l. \| \| \| \| \| \| Xanthophyceae Allorge 1930 emend. Fritsch 1935 (algas verde-amareladas) \| \| \| \| |
|  | |
|  | Phaeothamniophyceae Andersen & Bailey 1998 s.l. |
|  | |
|  | Xanthophyceae Allorge 1930 emend. Fritsch 1935 (algas verde-amareladas)                                                                                     |
|  | |

|  | Phaeothamniophyceae Andersen & Bailey 1998 s.l.                         |
|  |                                                                         |
|  | Xanthophyceae Allorge 1930 emend. Fritsch 1935 (algas verde-amareladas) |
|  |                                                                         |

|  | Chrysomerophyceae Cavalier-Smith 1995 |
|  | |
|  | \| \| Phaeothamniophyceae Andersen & Bailey 1998 s.l. \| \| \| \| \| \| Xanthophyceae Allorge 1930 emend. Fritsch 1935 (algas verde-amareladas) \| \| \| \| |
|  | |
|  | Phaeothamniophyceae Andersen & Bailey 1998 s.l. |
|  | |
|  | Xanthophyceae Allorge 1930 emend. Fritsch 1935 (algas verde-amareladas)                                                                                     |
|  | |

|  | Phaeothamniophyceae Andersen & Bailey 1998 s.l.                         |
|  |                                                                         |
|  | Xanthophyceae Allorge 1930 emend. Fritsch 1935 (algas verde-amareladas) |
|  |                                                                         |

|  | Chrysomerophyceae Cavalier-Smith 1995 |
|  | |
|  | \| \| Phaeothamniophyceae Andersen & Bailey 1998 s.l. \| \| \| \| \| \| Xanthophyceae Allorge 1930 emend. Fritsch 1935 (algas verde-amareladas) \| \| \| \| |
|  | |
|  | Phaeothamniophyceae Andersen & Bailey 1998 s.l. |
|  | |
|  | Xanthophyceae Allorge 1930 emend. Fritsch 1935 (algas verde-amareladas)                                                                                     |
|  | |

|  | Phaeothamniophyceae Andersen & Bailey 1998 s.l.                         |
|  |                                                                         |
|  | Xanthophyceae Allorge 1930 emend. Fritsch 1935 (algas verde-amareladas) |
|  |                                                                         |

|  | Chrysomerophyceae Cavalier-Smith 1995 |
|  | |
|  | \| \| Phaeothamniophyceae Andersen & Bailey 1998 s.l. \| \| \| \| \| \| Xanthophyceae Allorge 1930 emend. Fritsch 1935 (algas verde-amareladas) \| \| \| \| |
|  | |
|  | Phaeothamniophyceae Andersen & Bailey 1998 s.l. |
|  | |
|  | Xanthophyceae Allorge 1930 emend. Fritsch 1935 (algas verde-amareladas)                                                                                     |
|  | |

|  | Phaeothamniophyceae Andersen & Bailey 1998 s.l.                         |
|  |                                                                         |
|  | Xanthophyceae Allorge 1930 emend. Fritsch 1935 (algas verde-amareladas) |
|  |                                                                         |

|  | Synchromophyceae Horn & Wilhelm 2007                                                                       |
|  | |
|  | \| \| Leukarachnion Geitler 1942 \| \| \| \| \| \| Chrysophyceae Pascher 1914 (algas-douradas) \| \| \| \| |
|  | |
|  | Leukarachnion Geitler 1942                                                                                 |
|  | |
|  | Chrysophyceae Pascher 1914 (algas-douradas)                                                                |
|  | |

|  | Leukarachnion Geitler 1942                  |
|  |                                             |
|  | Chrysophyceae Pascher 1914 (algas-douradas) |
|  |                                             |

|  | Synchromophyceae Horn & Wilhelm 2007                                                                       |
|  | |
|  | \| \| Leukarachnion Geitler 1942 \| \| \| \| \| \| Chrysophyceae Pascher 1914 (algas-douradas) \| \| \| \| |
|  | |
|  | Leukarachnion Geitler 1942                                                                                 |
|  | |
|  | Chrysophyceae Pascher 1914 (algas-douradas)                                                                |
|  | |

|  | Leukarachnion Geitler 1942                  |
|  |                                             |
|  | Chrysophyceae Pascher 1914 (algas-douradas) |
|  |                                             |

|  | Chrysomerophyceae Cavalier-Smith 1995 |
|  | |
|  | \| \| Phaeothamniophyceae Andersen & Bailey 1998 s.l. \| \| \| \| \| \| Xanthophyceae Allorge 1930 emend. Fritsch 1935 (algas verde-amareladas) \| \| \| \| |
|  | |
|  | Phaeothamniophyceae Andersen & Bailey 1998 s.l. |
|  | |
|  | Xanthophyceae Allorge 1930 emend. Fritsch 1935 (algas verde-amareladas)                                                                                     |
|  | |

|  | Phaeothamniophyceae Andersen & Bailey 1998 s.l.                         |
|  |                                                                         |
|  | Xanthophyceae Allorge 1930 emend. Fritsch 1935 (algas verde-amareladas) |
|  |                                                                         |

|  | Chrysomerophyceae Cavalier-Smith 1995 |
|  | |
|  | \| \| Phaeothamniophyceae Andersen & Bailey 1998 s.l. \| \| \| \| \| \| Xanthophyceae Allorge 1930 emend. Fritsch 1935 (algas verde-amareladas) \| \| \| \| |
|  | |
|  | Phaeothamniophyceae Andersen & Bailey 1998 s.l. |
|  | |
|  | Xanthophyceae Allorge 1930 emend. Fritsch 1935 (algas verde-amareladas)                                                                                     |
|  | |

|  | Phaeothamniophyceae Andersen & Bailey 1998 s.l.                         |
|  |                                                                         |
|  | Xanthophyceae Allorge 1930 emend. Fritsch 1935 (algas verde-amareladas) |
|  |                                                                         |

|  | Chrysomerophyceae Cavalier-Smith 1995 |
|  | |
|  | \| \| Phaeothamniophyceae Andersen & Bailey 1998 s.l. \| \| \| \| \| \| Xanthophyceae Allorge 1930 emend. Fritsch 1935 (algas verde-amareladas) \| \| \| \| |
|  | |
|  | Phaeothamniophyceae Andersen & Bailey 1998 s.l. |
|  | |
|  | Xanthophyceae Allorge 1930 emend. Fritsch 1935 (algas verde-amareladas)                                                                                     |
|  | |

|  | Phaeothamniophyceae Andersen & Bailey 1998 s.l.                         |
|  |                                                                         |
|  | Xanthophyceae Allorge 1930 emend. Fritsch 1935 (algas verde-amareladas) |
|  |                                                                         |

|  | Chrysomerophyceae Cavalier-Smith 1995 |
|  | |
|  | \| \| Phaeothamniophyceae Andersen & Bailey 1998 s.l. \| \| \| \| \| \| Xanthophyceae Allorge 1930 emend. Fritsch 1935 (algas verde-amareladas) \| \| \| \| |
|  | |
|  | Phaeothamniophyceae Andersen & Bailey 1998 s.l. |
|  | |
|  | Xanthophyceae Allorge 1930 emend. Fritsch 1935 (algas verde-amareladas)                                                                                     |
|  | |

|  | Phaeothamniophyceae Andersen & Bailey 1998 s.l.                         |
|  |                                                                         |
|  | Xanthophyceae Allorge 1930 emend. Fritsch 1935 (algas verde-amareladas) |
|  |                                                                         |

|  | Pinguiophyceae Kawachi et al. 2002       |
|  |                                          |
|  | Eustigmatophyceae Hibberd & Leedale 1971 |
|  |                                          |

|  | Synchromophyceae Horn & Wilhelm 2007                                                                       |
|  | |
|  | \| \| Leukarachnion Geitler 1942 \| \| \| \| \| \| Chrysophyceae Pascher 1914 (algas-douradas) \| \| \| \| |
|  | |
|  | Leukarachnion Geitler 1942                                                                                 |
|  | |
|  | Chrysophyceae Pascher 1914 (algas-douradas)                                                                |
|  | |

|  | Leukarachnion Geitler 1942                  |
|  |                                             |
|  | Chrysophyceae Pascher 1914 (algas-douradas) |
|  |                                             |

|  | Synchromophyceae Horn & Wilhelm 2007                                                                       |
|  | |
|  | \| \| Leukarachnion Geitler 1942 \| \| \| \| \| \| Chrysophyceae Pascher 1914 (algas-douradas) \| \| \| \| |
|  | |
|  | Leukarachnion Geitler 1942                                                                                 |
|  | |
|  | Chrysophyceae Pascher 1914 (algas-douradas)                                                                |
|  | |

|  | Leukarachnion Geitler 1942                  |
|  |                                             |
|  | Chrysophyceae Pascher 1914 (algas-douradas) |
|  |                                             |

|  | Chrysomerophyceae Cavalier-Smith 1995 |
|  | |
|  | \| \| Phaeothamniophyceae Andersen & Bailey 1998 s.l. \| \| \| \| \| \| Xanthophyceae Allorge 1930 emend. Fritsch 1935 (algas verde-amareladas) \| \| \| \| |
|  | |
|  | Phaeothamniophyceae Andersen & Bailey 1998 s.l. |
|  | |
|  | Xanthophyceae Allorge 1930 emend. Fritsch 1935 (algas verde-amareladas)                                                                                     |
|  | |

|  | Phaeothamniophyceae Andersen & Bailey 1998 s.l.                         |
|  |                                                                         |
|  | Xanthophyceae Allorge 1930 emend. Fritsch 1935 (algas verde-amareladas) |
|  |                                                                         |

|  | Chrysomerophyceae Cavalier-Smith 1995 |
|  | |
|  | \| \| Phaeothamniophyceae Andersen & Bailey 1998 s.l. \| \| \| \| \| \| Xanthophyceae Allorge 1930 emend. Fritsch 1935 (algas verde-amareladas) \| \| \| \| |
|  | |
|  | Phaeothamniophyceae Andersen & Bailey 1998 s.l. |
|  | |
|  | Xanthophyceae Allorge 1930 emend. Fritsch 1935 (algas verde-amareladas)                                                                                     |
|  | |

|  | Phaeothamniophyceae Andersen & Bailey 1998 s.l.                         |
|  |                                                                         |
|  | Xanthophyceae Allorge 1930 emend. Fritsch 1935 (algas verde-amareladas) |
|  |                                                                         |

|  | Chrysomerophyceae Cavalier-Smith 1995 |
|  | |
|  | \| \| Phaeothamniophyceae Andersen & Bailey 1998 s.l. \| \| \| \| \| \| Xanthophyceae Allorge 1930 emend. Fritsch 1935 (algas verde-amareladas) \| \| \| \| |
|  | |
|  | Phaeothamniophyceae Andersen & Bailey 1998 s.l. |
|  | |
|  | Xanthophyceae Allorge 1930 emend. Fritsch 1935 (algas verde-amareladas)                                                                                     |
|  | |

|  | Phaeothamniophyceae Andersen & Bailey 1998 s.l.                         |
|  |                                                                         |
|  | Xanthophyceae Allorge 1930 emend. Fritsch 1935 (algas verde-amareladas) |
|  |                                                                         |

|  | Chrysomerophyceae Cavalier-Smith 1995 |
|  | |
|  | \| \| Phaeothamniophyceae Andersen & Bailey 1998 s.l. \| \| \| \| \| \| Xanthophyceae Allorge 1930 emend. Fritsch 1935 (algas verde-amareladas) \| \| \| \| |
|  | |
|  | Phaeothamniophyceae Andersen & Bailey 1998 s.l. |
|  | |
|  | Xanthophyceae Allorge 1930 emend. Fritsch 1935 (algas verde-amareladas)                                                                                     |
|  | |

|  | Phaeothamniophyceae Andersen & Bailey 1998 s.l.                         |
|  |                                                                         |
|  | Xanthophyceae Allorge 1930 emend. Fritsch 1935 (algas verde-amareladas) |
|  |                                                                         |

|  | Synchromophyceae Horn & Wilhelm 2007                                                                       |
|  | |
|  | \| \| Leukarachnion Geitler 1942 \| \| \| \| \| \| Chrysophyceae Pascher 1914 (algas-douradas) \| \| \| \| |
|  | |
|  | Leukarachnion Geitler 1942                                                                                 |
|  | |
|  | Chrysophyceae Pascher 1914 (algas-douradas)                                                                |
|  | |

|  | Leukarachnion Geitler 1942                  |
|  |                                             |
|  | Chrysophyceae Pascher 1914 (algas-douradas) |
|  |                                             |

|  | Synchromophyceae Horn & Wilhelm 2007                                                                       |
|  | |
|  | \| \| Leukarachnion Geitler 1942 \| \| \| \| \| \| Chrysophyceae Pascher 1914 (algas-douradas) \| \| \| \| |
|  | |
|  | Leukarachnion Geitler 1942                                                                                 |
|  | |
|  | Chrysophyceae Pascher 1914 (algas-douradas)                                                                |
|  | |

|  | Leukarachnion Geitler 1942                  |
|  |                                             |
|  | Chrysophyceae Pascher 1914 (algas-douradas) |
|  |                                             |

|  | Chrysomerophyceae Cavalier-Smith 1995 |
|  | |
|  | \| \| Phaeothamniophyceae Andersen & Bailey 1998 s.l. \| \| \| \| \| \| Xanthophyceae Allorge 1930 emend. Fritsch 1935 (algas verde-amareladas) \| \| \| \| |
|  | |
|  | Phaeothamniophyceae Andersen & Bailey 1998 s.l. |
|  | |
|  | Xanthophyceae Allorge 1930 emend. Fritsch 1935 (algas verde-amareladas)                                                                                     |
|  | |

|  | Phaeothamniophyceae Andersen & Bailey 1998 s.l.                         |
|  |                                                                         |
|  | Xanthophyceae Allorge 1930 emend. Fritsch 1935 (algas verde-amareladas) |
|  |                                                                         |

|  | Chrysomerophyceae Cavalier-Smith 1995 |
|  | |
|  | \| \| Phaeothamniophyceae Andersen & Bailey 1998 s.l. \| \| \| \| \| \| Xanthophyceae Allorge 1930 emend. Fritsch 1935 (algas verde-amareladas) \| \| \| \| |
|  | |
|  | Phaeothamniophyceae Andersen & Bailey 1998 s.l. |
|  | |
|  | Xanthophyceae Allorge 1930 emend. Fritsch 1935 (algas verde-amareladas)                                                                                     |
|  | |

|  | Phaeothamniophyceae Andersen & Bailey 1998 s.l.                         |
|  |                                                                         |
|  | Xanthophyceae Allorge 1930 emend. Fritsch 1935 (algas verde-amareladas) |
|  |                                                                         |

|  | Chrysomerophyceae Cavalier-Smith 1995 |
|  | |
|  | \| \| Phaeothamniophyceae Andersen & Bailey 1998 s.l. \| \| \| \| \| \| Xanthophyceae Allorge 1930 emend. Fritsch 1935 (algas verde-amareladas) \| \| \| \| |
|  | |
|  | Phaeothamniophyceae Andersen & Bailey 1998 s.l. |
|  | |
|  | Xanthophyceae Allorge 1930 emend. Fritsch 1935 (algas verde-amareladas)                                                                                     |
|  | |

|  | Phaeothamniophyceae Andersen & Bailey 1998 s.l.                         |
|  |                                                                         |
|  | Xanthophyceae Allorge 1930 emend. Fritsch 1935 (algas verde-amareladas) |
|  |                                                                         |

|  | Chrysomerophyceae Cavalier-Smith 1995 |
|  | |
|  | \| \| Phaeothamniophyceae Andersen & Bailey 1998 s.l. \| \| \| \| \| \| Xanthophyceae Allorge 1930 emend. Fritsch 1935 (algas verde-amareladas) \| \| \| \| |
|  | |
|  | Phaeothamniophyceae Andersen & Bailey 1998 s.l. |
|  | |
|  | Xanthophyceae Allorge 1930 emend. Fritsch 1935 (algas verde-amareladas)                                                                                     |
|  | |

|  | Phaeothamniophyceae Andersen & Bailey 1998 s.l.                         |
|  |                                                                         |
|  | Xanthophyceae Allorge 1930 emend. Fritsch 1935 (algas verde-amareladas) |
|  |                                                                         |

|  | Pinguiophyceae Kawachi et al. 2002       |
|  |                                          |
|  | Eustigmatophyceae Hibberd & Leedale 1971 |
|  |                                          |

|  | Synchromophyceae Horn & Wilhelm 2007                                                                       |
|  | |
|  | \| \| Leukarachnion Geitler 1942 \| \| \| \| \| \| Chrysophyceae Pascher 1914 (algas-douradas) \| \| \| \| |
|  | |
|  | Leukarachnion Geitler 1942                                                                                 |
|  | |
|  | Chrysophyceae Pascher 1914 (algas-douradas)                                                                |
|  | |

|  | Leukarachnion Geitler 1942                  |
|  |                                             |
|  | Chrysophyceae Pascher 1914 (algas-douradas) |
|  |                                             |

|  | Synchromophyceae Horn & Wilhelm 2007                                                                       |
|  | |
|  | \| \| Leukarachnion Geitler 1942 \| \| \| \| \| \| Chrysophyceae Pascher 1914 (algas-douradas) \| \| \| \| |
|  | |
|  | Leukarachnion Geitler 1942                                                                                 |
|  | |
|  | Chrysophyceae Pascher 1914 (algas-douradas)                                                                |
|  | |

|  | Leukarachnion Geitler 1942                  |
|  |                                             |
|  | Chrysophyceae Pascher 1914 (algas-douradas) |
|  |                                             |

|  | Chrysomerophyceae Cavalier-Smith 1995 |
|  | |
|  | \| \| Phaeothamniophyceae Andersen & Bailey 1998 s.l. \| \| \| \| \| \| Xanthophyceae Allorge 1930 emend. Fritsch 1935 (algas verde-amareladas) \| \| \| \| |
|  | |
|  | Phaeothamniophyceae Andersen & Bailey 1998 s.l. |
|  | |
|  | Xanthophyceae Allorge 1930 emend. Fritsch 1935 (algas verde-amareladas)                                                                                     |
|  | |

|  | Phaeothamniophyceae Andersen & Bailey 1998 s.l.                         |
|  |                                                                         |
|  | Xanthophyceae Allorge 1930 emend. Fritsch 1935 (algas verde-amareladas) |
|  |                                                                         |

|  | Chrysomerophyceae Cavalier-Smith 1995 |
|  | |
|  | \| \| Phaeothamniophyceae Andersen & Bailey 1998 s.l. \| \| \| \| \| \| Xanthophyceae Allorge 1930 emend. Fritsch 1935 (algas verde-amareladas) \| \| \| \| |
|  | |
|  | Phaeothamniophyceae Andersen & Bailey 1998 s.l. |
|  | |
|  | Xanthophyceae Allorge 1930 emend. Fritsch 1935 (algas verde-amareladas)                                                                                     |
|  | |

|  | Phaeothamniophyceae Andersen & Bailey 1998 s.l.                         |
|  |                                                                         |
|  | Xanthophyceae Allorge 1930 emend. Fritsch 1935 (algas verde-amareladas) |
|  |                                                                         |

|  | Chrysomerophyceae Cavalier-Smith 1995 |
|  | |
|  | \| \| Phaeothamniophyceae Andersen & Bailey 1998 s.l. \| \| \| \| \| \| Xanthophyceae Allorge 1930 emend. Fritsch 1935 (algas verde-amareladas) \| \| \| \| |
|  | |
|  | Phaeothamniophyceae Andersen & Bailey 1998 s.l. |
|  | |
|  | Xanthophyceae Allorge 1930 emend. Fritsch 1935 (algas verde-amareladas)                                                                                     |
|  | |

|  | Phaeothamniophyceae Andersen & Bailey 1998 s.l.                         |
|  |                                                                         |
|  | Xanthophyceae Allorge 1930 emend. Fritsch 1935 (algas verde-amareladas) |
|  |                                                                         |

|  | Chrysomerophyceae Cavalier-Smith 1995 |
|  | |
|  | \| \| Phaeothamniophyceae Andersen & Bailey 1998 s.l. \| \| \| \| \| \| Xanthophyceae Allorge 1930 emend. Fritsch 1935 (algas verde-amareladas) \| \| \| \| |
|  | |
|  | Phaeothamniophyceae Andersen & Bailey 1998 s.l. |
|  | |
|  | Xanthophyceae Allorge 1930 emend. Fritsch 1935 (algas verde-amareladas)                                                                                     |
|  | |

|  | Phaeothamniophyceae Andersen & Bailey 1998 s.l.                         |
|  |                                                                         |
|  | Xanthophyceae Allorge 1930 emend. Fritsch 1935 (algas verde-amareladas) |
|  |                                                                         |

|  | Synchromophyceae Horn & Wilhelm 2007                                                                       |
|  | |
|  | \| \| Leukarachnion Geitler 1942 \| \| \| \| \| \| Chrysophyceae Pascher 1914 (algas-douradas) \| \| \| \| |
|  | |
|  | Leukarachnion Geitler 1942                                                                                 |
|  | |
|  | Chrysophyceae Pascher 1914 (algas-douradas)                                                                |
|  | |

|  | Leukarachnion Geitler 1942                  |
|  |                                             |
|  | Chrysophyceae Pascher 1914 (algas-douradas) |
|  |                                             |

|  | Synchromophyceae Horn & Wilhelm 2007                                                                       |
|  | |
|  | \| \| Leukarachnion Geitler 1942 \| \| \| \| \| \| Chrysophyceae Pascher 1914 (algas-douradas) \| \| \| \| |
|  | |
|  | Leukarachnion Geitler 1942                                                                                 |
|  | |
|  | Chrysophyceae Pascher 1914 (algas-douradas)                                                                |
|  | |

|  | Leukarachnion Geitler 1942                  |
|  |                                             |
|  | Chrysophyceae Pascher 1914 (algas-douradas) |
|  |                                             |

|  | Chrysomerophyceae Cavalier-Smith 1995 |
|  | |
|  | \| \| Phaeothamniophyceae Andersen & Bailey 1998 s.l. \| \| \| \| \| \| Xanthophyceae Allorge 1930 emend. Fritsch 1935 (algas verde-amareladas) \| \| \| \| |
|  | |
|  | Phaeothamniophyceae Andersen & Bailey 1998 s.l. |
|  | |
|  | Xanthophyceae Allorge 1930 emend. Fritsch 1935 (algas verde-amareladas)                                                                                     |
|  | |

|  | Phaeothamniophyceae Andersen & Bailey 1998 s.l.                         |
|  |                                                                         |
|  | Xanthophyceae Allorge 1930 emend. Fritsch 1935 (algas verde-amareladas) |
|  |                                                                         |

|  | Chrysomerophyceae Cavalier-Smith 1995 |
|  | |
|  | \| \| Phaeothamniophyceae Andersen & Bailey 1998 s.l. \| \| \| \| \| \| Xanthophyceae Allorge 1930 emend. Fritsch 1935 (algas verde-amareladas) \| \| \| \| |
|  | |
|  | Phaeothamniophyceae Andersen & Bailey 1998 s.l. |
|  | |
|  | Xanthophyceae Allorge 1930 emend. Fritsch 1935 (algas verde-amareladas)                                                                                     |
|  | |

|  | Phaeothamniophyceae Andersen & Bailey 1998 s.l.                         |
|  |                                                                         |
|  | Xanthophyceae Allorge 1930 emend. Fritsch 1935 (algas verde-amareladas) |
|  |                                                                         |

|  | Chrysomerophyceae Cavalier-Smith 1995 |
|  | |
|  | \| \| Phaeothamniophyceae Andersen & Bailey 1998 s.l. \| \| \| \| \| \| Xanthophyceae Allorge 1930 emend. Fritsch 1935 (algas verde-amareladas) \| \| \| \| |
|  | |
|  | Phaeothamniophyceae Andersen & Bailey 1998 s.l. |
|  | |
|  | Xanthophyceae Allorge 1930 emend. Fritsch 1935 (algas verde-amareladas)                                                                                     |
|  | |

|  | Phaeothamniophyceae Andersen & Bailey 1998 s.l.                         |
|  |                                                                         |
|  | Xanthophyceae Allorge 1930 emend. Fritsch 1935 (algas verde-amareladas) |
|  |                                                                         |

|  | Chrysomerophyceae Cavalier-Smith 1995 |
|  | |
|  | \| \| Phaeothamniophyceae Andersen & Bailey 1998 s.l. \| \| \| \| \| \| Xanthophyceae Allorge 1930 emend. Fritsch 1935 (algas verde-amareladas) \| \| \| \| |
|  | |
|  | Phaeothamniophyceae Andersen & Bailey 1998 s.l. |
|  | |
|  | Xanthophyceae Allorge 1930 emend. Fritsch 1935 (algas verde-amareladas)                                                                                     |
|  | |

|  | Phaeothamniophyceae Andersen & Bailey 1998 s.l.                         |
|  |                                                                         |
|  | Xanthophyceae Allorge 1930 emend. Fritsch 1935 (algas verde-amareladas) |
|  |                                                                         |

|  | Pinguiophyceae Kawachi et al. 2002       |
|  |                                          |
|  | Eustigmatophyceae Hibberd & Leedale 1971 |
|  |                                          |

|  | Synchromophyceae Horn & Wilhelm 2007                                                                       |
|  | |
|  | \| \| Leukarachnion Geitler 1942 \| \| \| \| \| \| Chrysophyceae Pascher 1914 (algas-douradas) \| \| \| \| |
|  | |
|  | Leukarachnion Geitler 1942                                                                                 |
|  | |
|  | Chrysophyceae Pascher 1914 (algas-douradas)                                                                |
|  | |

|  | Leukarachnion Geitler 1942                  |
|  |                                             |
|  | Chrysophyceae Pascher 1914 (algas-douradas) |
|  |                                             |

|  | Synchromophyceae Horn & Wilhelm 2007                                                                       |
|  | |
|  | \| \| Leukarachnion Geitler 1942 \| \| \| \| \| \| Chrysophyceae Pascher 1914 (algas-douradas) \| \| \| \| |
|  | |
|  | Leukarachnion Geitler 1942                                                                                 |
|  | |
|  | Chrysophyceae Pascher 1914 (algas-douradas)                                                                |
|  | |

|  | Leukarachnion Geitler 1942                  |
|  |                                             |
|  | Chrysophyceae Pascher 1914 (algas-douradas) |
|  |                                             |

|  | Chrysomerophyceae Cavalier-Smith 1995 |
|  | |
|  | \| \| Phaeothamniophyceae Andersen & Bailey 1998 s.l. \| \| \| \| \| \| Xanthophyceae Allorge 1930 emend. Fritsch 1935 (algas verde-amareladas) \| \| \| \| |
|  | |
|  | Phaeothamniophyceae Andersen & Bailey 1998 s.l. |
|  | |
|  | Xanthophyceae Allorge 1930 emend. Fritsch 1935 (algas verde-amareladas)                                                                                     |
|  | |

|  | Phaeothamniophyceae Andersen & Bailey 1998 s.l.                         |
|  |                                                                         |
|  | Xanthophyceae Allorge 1930 emend. Fritsch 1935 (algas verde-amareladas) |
|  |                                                                         |

|  | Chrysomerophyceae Cavalier-Smith 1995 |
|  | |
|  | \| \| Phaeothamniophyceae Andersen & Bailey 1998 s.l. \| \| \| \| \| \| Xanthophyceae Allorge 1930 emend. Fritsch 1935 (algas verde-amareladas) \| \| \| \| |
|  | |
|  | Phaeothamniophyceae Andersen & Bailey 1998 s.l. |
|  | |
|  | Xanthophyceae Allorge 1930 emend. Fritsch 1935 (algas verde-amareladas)                                                                                     |
|  | |

|  | Phaeothamniophyceae Andersen & Bailey 1998 s.l.                         |
|  |                                                                         |
|  | Xanthophyceae Allorge 1930 emend. Fritsch 1935 (algas verde-amareladas) |
|  |                                                                         |

|  | Chrysomerophyceae Cavalier-Smith 1995 |
|  | |
|  | \| \| Phaeothamniophyceae Andersen & Bailey 1998 s.l. \| \| \| \| \| \| Xanthophyceae Allorge 1930 emend. Fritsch 1935 (algas verde-amareladas) \| \| \| \| |
|  | |
|  | Phaeothamniophyceae Andersen & Bailey 1998 s.l. |
|  | |
|  | Xanthophyceae Allorge 1930 emend. Fritsch 1935 (algas verde-amareladas)                                                                                     |
|  | |

|  | Phaeothamniophyceae Andersen & Bailey 1998 s.l.                         |
|  |                                                                         |
|  | Xanthophyceae Allorge 1930 emend. Fritsch 1935 (algas verde-amareladas) |
|  |                                                                         |

|  | Chrysomerophyceae Cavalier-Smith 1995 |
|  | |
|  | \| \| Phaeothamniophyceae Andersen & Bailey 1998 s.l. \| \| \| \| \| \| Xanthophyceae Allorge 1930 emend. Fritsch 1935 (algas verde-amareladas) \| \| \| \| |
|  | |
|  | Phaeothamniophyceae Andersen & Bailey 1998 s.l. |
|  | |
|  | Xanthophyceae Allorge 1930 emend. Fritsch 1935 (algas verde-amareladas)                                                                                     |
|  | |

|  | Phaeothamniophyceae Andersen & Bailey 1998 s.l.                         |
|  |                                                                         |
|  | Xanthophyceae Allorge 1930 emend. Fritsch 1935 (algas verde-amareladas) |
|  |                                                                         |

|  | Synchromophyceae Horn & Wilhelm 2007                                                                       |
|  | |
|  | \| \| Leukarachnion Geitler 1942 \| \| \| \| \| \| Chrysophyceae Pascher 1914 (algas-douradas) \| \| \| \| |
|  | |
|  | Leukarachnion Geitler 1942                                                                                 |
|  | |
|  | Chrysophyceae Pascher 1914 (algas-douradas)                                                                |
|  | |

|  | Leukarachnion Geitler 1942                  |
|  |                                             |
|  | Chrysophyceae Pascher 1914 (algas-douradas) |
|  |                                             |

|  | Synchromophyceae Horn & Wilhelm 2007                                                                       |
|  | |
|  | \| \| Leukarachnion Geitler 1942 \| \| \| \| \| \| Chrysophyceae Pascher 1914 (algas-douradas) \| \| \| \| |
|  | |
|  | Leukarachnion Geitler 1942                                                                                 |
|  | |
|  | Chrysophyceae Pascher 1914 (algas-douradas)                                                                |
|  | |

|  | Leukarachnion Geitler 1942                  |
|  |                                             |
|  | Chrysophyceae Pascher 1914 (algas-douradas) |
|  |                                             |

|  | Chrysomerophyceae Cavalier-Smith 1995 |
|  | |
|  | \| \| Phaeothamniophyceae Andersen & Bailey 1998 s.l. \| \| \| \| \| \| Xanthophyceae Allorge 1930 emend. Fritsch 1935 (algas verde-amareladas) \| \| \| \| |
|  | |
|  | Phaeothamniophyceae Andersen & Bailey 1998 s.l. |
|  | |
|  | Xanthophyceae Allorge 1930 emend. Fritsch 1935 (algas verde-amareladas)                                                                                     |
|  | |

|  | Phaeothamniophyceae Andersen & Bailey 1998 s.l.                         |
|  |                                                                         |
|  | Xanthophyceae Allorge 1930 emend. Fritsch 1935 (algas verde-amareladas) |
|  |                                                                         |

|  | Chrysomerophyceae Cavalier-Smith 1995 |
|  | |
|  | \| \| Phaeothamniophyceae Andersen & Bailey 1998 s.l. \| \| \| \| \| \| Xanthophyceae Allorge 1930 emend. Fritsch 1935 (algas verde-amareladas) \| \| \| \| |
|  | |
|  | Phaeothamniophyceae Andersen & Bailey 1998 s.l. |
|  | |
|  | Xanthophyceae Allorge 1930 emend. Fritsch 1935 (algas verde-amareladas)                                                                                     |
|  | |

|  | Phaeothamniophyceae Andersen & Bailey 1998 s.l.                         |
|  |                                                                         |
|  | Xanthophyceae Allorge 1930 emend. Fritsch 1935 (algas verde-amareladas) |
|  |                                                                         |

|  | Chrysomerophyceae Cavalier-Smith 1995 |
|  | |
|  | \| \| Phaeothamniophyceae Andersen & Bailey 1998 s.l. \| \| \| \| \| \| Xanthophyceae Allorge 1930 emend. Fritsch 1935 (algas verde-amareladas) \| \| \| \| |
|  | |
|  | Phaeothamniophyceae Andersen & Bailey 1998 s.l. |
|  | |
|  | Xanthophyceae Allorge 1930 emend. Fritsch 1935 (algas verde-amareladas)                                                                                     |
|  | |

|  | Phaeothamniophyceae Andersen & Bailey 1998 s.l.                         |
|  |                                                                         |
|  | Xanthophyceae Allorge 1930 emend. Fritsch 1935 (algas verde-amareladas) |
|  |                                                                         |

|  | Chrysomerophyceae Cavalier-Smith 1995 |
|  | |
|  | \| \| Phaeothamniophyceae Andersen & Bailey 1998 s.l. \| \| \| \| \| \| Xanthophyceae Allorge 1930 emend. Fritsch 1935 (algas verde-amareladas) \| \| \| \| |
|  | |
|  | Phaeothamniophyceae Andersen & Bailey 1998 s.l. |
|  | |
|  | Xanthophyceae Allorge 1930 emend. Fritsch 1935 (algas verde-amareladas)                                                                                     |
|  | |

|  | Phaeothamniophyceae Andersen & Bailey 1998 s.l.                         |
|  |                                                                         |
|  | Xanthophyceae Allorge 1930 emend. Fritsch 1935 (algas verde-amareladas) |
|  |                                                                         |

|  | Bolidophyceae Guillou & Chretiennot-Dinet 1999 |
|  |                                                |
|  | Bacillariophyceae Haeckel 1878 (diatomáceas)   |
|  |                                                |

|  | Pinguiophyceae Kawachi et al. 2002       |
|  |                                          |
|  | Eustigmatophyceae Hibberd & Leedale 1971 |
|  |                                          |

|  | Synchromophyceae Horn & Wilhelm 2007                                                                       |
|  | |
|  | \| \| Leukarachnion Geitler 1942 \| \| \| \| \| \| Chrysophyceae Pascher 1914 (algas-douradas) \| \| \| \| |
|  | |
|  | Leukarachnion Geitler 1942                                                                                 |
|  | |
|  | Chrysophyceae Pascher 1914 (algas-douradas)                                                                |
|  | |

|  | Leukarachnion Geitler 1942                  |
|  |                                             |
|  | Chrysophyceae Pascher 1914 (algas-douradas) |
|  |                                             |

|  | Synchromophyceae Horn & Wilhelm 2007                                                                       |
|  | |
|  | \| \| Leukarachnion Geitler 1942 \| \| \| \| \| \| Chrysophyceae Pascher 1914 (algas-douradas) \| \| \| \| |
|  | |
|  | Leukarachnion Geitler 1942                                                                                 |
|  | |
|  | Chrysophyceae Pascher 1914 (algas-douradas)                                                                |
|  | |

|  | Leukarachnion Geitler 1942                  |
|  |                                             |
|  | Chrysophyceae Pascher 1914 (algas-douradas) |
|  |                                             |

|  | Chrysomerophyceae Cavalier-Smith 1995 |
|  | |
|  | \| \| Phaeothamniophyceae Andersen & Bailey 1998 s.l. \| \| \| \| \| \| Xanthophyceae Allorge 1930 emend. Fritsch 1935 (algas verde-amareladas) \| \| \| \| |
|  | |
|  | Phaeothamniophyceae Andersen & Bailey 1998 s.l. |
|  | |
|  | Xanthophyceae Allorge 1930 emend. Fritsch 1935 (algas verde-amareladas)                                                                                     |
|  | |

|  | Phaeothamniophyceae Andersen & Bailey 1998 s.l.                         |
|  |                                                                         |
|  | Xanthophyceae Allorge 1930 emend. Fritsch 1935 (algas verde-amareladas) |
|  |                                                                         |

|  | Chrysomerophyceae Cavalier-Smith 1995 |
|  | |
|  | \| \| Phaeothamniophyceae Andersen & Bailey 1998 s.l. \| \| \| \| \| \| Xanthophyceae Allorge 1930 emend. Fritsch 1935 (algas verde-amareladas) \| \| \| \| |
|  | |
|  | Phaeothamniophyceae Andersen & Bailey 1998 s.l. |
|  | |
|  | Xanthophyceae Allorge 1930 emend. Fritsch 1935 (algas verde-amareladas)                                                                                     |
|  | |

|  | Phaeothamniophyceae Andersen & Bailey 1998 s.l.                         |
|  |                                                                         |
|  | Xanthophyceae Allorge 1930 emend. Fritsch 1935 (algas verde-amareladas) |
|  |                                                                         |

|  | Chrysomerophyceae Cavalier-Smith 1995 |
|  | |
|  | \| \| Phaeothamniophyceae Andersen & Bailey 1998 s.l. \| \| \| \| \| \| Xanthophyceae Allorge 1930 emend. Fritsch 1935 (algas verde-amareladas) \| \| \| \| |
|  | |
|  | Phaeothamniophyceae Andersen & Bailey 1998 s.l. |
|  | |
|  | Xanthophyceae Allorge 1930 emend. Fritsch 1935 (algas verde-amareladas)                                                                                     |
|  | |

|  | Phaeothamniophyceae Andersen & Bailey 1998 s.l.                         |
|  |                                                                         |
|  | Xanthophyceae Allorge 1930 emend. Fritsch 1935 (algas verde-amareladas) |
|  |                                                                         |

|  | Chrysomerophyceae Cavalier-Smith 1995 |
|  | |
|  | \| \| Phaeothamniophyceae Andersen & Bailey 1998 s.l. \| \| \| \| \| \| Xanthophyceae Allorge 1930 emend. Fritsch 1935 (algas verde-amareladas) \| \| \| \| |
|  | |
|  | Phaeothamniophyceae Andersen & Bailey 1998 s.l. |
|  | |
|  | Xanthophyceae Allorge 1930 emend. Fritsch 1935 (algas verde-amareladas)                                                                                     |
|  | |

|  | Phaeothamniophyceae Andersen & Bailey 1998 s.l.                         |
|  |                                                                         |
|  | Xanthophyceae Allorge 1930 emend. Fritsch 1935 (algas verde-amareladas) |
|  |                                                                         |

|  | Synchromophyceae Horn & Wilhelm 2007                                                                       |
|  | |
|  | \| \| Leukarachnion Geitler 1942 \| \| \| \| \| \| Chrysophyceae Pascher 1914 (algas-douradas) \| \| \| \| |
|  | |
|  | Leukarachnion Geitler 1942                                                                                 |
|  | |
|  | Chrysophyceae Pascher 1914 (algas-douradas)                                                                |
|  | |

|  | Leukarachnion Geitler 1942                  |
|  |                                             |
|  | Chrysophyceae Pascher 1914 (algas-douradas) |
|  |                                             |

|  | Synchromophyceae Horn & Wilhelm 2007                                                                       |
|  | |
|  | \| \| Leukarachnion Geitler 1942 \| \| \| \| \| \| Chrysophyceae Pascher 1914 (algas-douradas) \| \| \| \| |
|  | |
|  | Leukarachnion Geitler 1942                                                                                 |
|  | |
|  | Chrysophyceae Pascher 1914 (algas-douradas)                                                                |
|  | |

|  | Leukarachnion Geitler 1942                  |
|  |                                             |
|  | Chrysophyceae Pascher 1914 (algas-douradas) |
|  |                                             |

|  | Chrysomerophyceae Cavalier-Smith 1995 |
|  | |
|  | \| \| Phaeothamniophyceae Andersen & Bailey 1998 s.l. \| \| \| \| \| \| Xanthophyceae Allorge 1930 emend. Fritsch 1935 (algas verde-amareladas) \| \| \| \| |
|  | |
|  | Phaeothamniophyceae Andersen & Bailey 1998 s.l. |
|  | |
|  | Xanthophyceae Allorge 1930 emend. Fritsch 1935 (algas verde-amareladas)                                                                                     |
|  | |

|  | Phaeothamniophyceae Andersen & Bailey 1998 s.l.                         |
|  |                                                                         |
|  | Xanthophyceae Allorge 1930 emend. Fritsch 1935 (algas verde-amareladas) |
|  |                                                                         |

|  | Chrysomerophyceae Cavalier-Smith 1995 |
|  | |
|  | \| \| Phaeothamniophyceae Andersen & Bailey 1998 s.l. \| \| \| \| \| \| Xanthophyceae Allorge 1930 emend. Fritsch 1935 (algas verde-amareladas) \| \| \| \| |
|  | |
|  | Phaeothamniophyceae Andersen & Bailey 1998 s.l. |
|  | |
|  | Xanthophyceae Allorge 1930 emend. Fritsch 1935 (algas verde-amareladas)                                                                                     |
|  | |

|  | Phaeothamniophyceae Andersen & Bailey 1998 s.l.                         |
|  |                                                                         |
|  | Xanthophyceae Allorge 1930 emend. Fritsch 1935 (algas verde-amareladas) |
|  |                                                                         |

|  | Chrysomerophyceae Cavalier-Smith 1995 |
|  | |
|  | \| \| Phaeothamniophyceae Andersen & Bailey 1998 s.l. \| \| \| \| \| \| Xanthophyceae Allorge 1930 emend. Fritsch 1935 (algas verde-amareladas) \| \| \| \| |
|  | |
|  | Phaeothamniophyceae Andersen & Bailey 1998 s.l. |
|  | |
|  | Xanthophyceae Allorge 1930 emend. Fritsch 1935 (algas verde-amareladas)                                                                                     |
|  | |

|  | Phaeothamniophyceae Andersen & Bailey 1998 s.l.                         |
|  |                                                                         |
|  | Xanthophyceae Allorge 1930 emend. Fritsch 1935 (algas verde-amareladas) |
|  |                                                                         |

|  | Chrysomerophyceae Cavalier-Smith 1995 |
|  | |
|  | \| \| Phaeothamniophyceae Andersen & Bailey 1998 s.l. \| \| \| \| \| \| Xanthophyceae Allorge 1930 emend. Fritsch 1935 (algas verde-amareladas) \| \| \| \| |
|  | |
|  | Phaeothamniophyceae Andersen & Bailey 1998 s.l. |
|  | |
|  | Xanthophyceae Allorge 1930 emend. Fritsch 1935 (algas verde-amareladas)                                                                                     |
|  | |

|  | Phaeothamniophyceae Andersen & Bailey 1998 s.l.                         |
|  |                                                                         |
|  | Xanthophyceae Allorge 1930 emend. Fritsch 1935 (algas verde-amareladas) |
|  |                                                                         |

|  | Pinguiophyceae Kawachi et al. 2002       |
|  |                                          |
|  | Eustigmatophyceae Hibberd & Leedale 1971 |
|  |                                          |

|  | Synchromophyceae Horn & Wilhelm 2007                                                                       |
|  | |
|  | \| \| Leukarachnion Geitler 1942 \| \| \| \| \| \| Chrysophyceae Pascher 1914 (algas-douradas) \| \| \| \| |
|  | |
|  | Leukarachnion Geitler 1942                                                                                 |
|  | |
|  | Chrysophyceae Pascher 1914 (algas-douradas)                                                                |
|  | |

|  | Leukarachnion Geitler 1942                  |
|  |                                             |
|  | Chrysophyceae Pascher 1914 (algas-douradas) |
|  |                                             |

|  | Synchromophyceae Horn & Wilhelm 2007                                                                       |
|  | |
|  | \| \| Leukarachnion Geitler 1942 \| \| \| \| \| \| Chrysophyceae Pascher 1914 (algas-douradas) \| \| \| \| |
|  | |
|  | Leukarachnion Geitler 1942                                                                                 |
|  | |
|  | Chrysophyceae Pascher 1914 (algas-douradas)                                                                |
|  | |

|  | Leukarachnion Geitler 1942                  |
|  |                                             |
|  | Chrysophyceae Pascher 1914 (algas-douradas) |
|  |                                             |

|  | Chrysomerophyceae Cavalier-Smith 1995 |
|  | |
|  | \| \| Phaeothamniophyceae Andersen & Bailey 1998 s.l. \| \| \| \| \| \| Xanthophyceae Allorge 1930 emend. Fritsch 1935 (algas verde-amareladas) \| \| \| \| |
|  | |
|  | Phaeothamniophyceae Andersen & Bailey 1998 s.l. |
|  | |
|  | Xanthophyceae Allorge 1930 emend. Fritsch 1935 (algas verde-amareladas)                                                                                     |
|  | |

|  | Phaeothamniophyceae Andersen & Bailey 1998 s.l.                         |
|  |                                                                         |
|  | Xanthophyceae Allorge 1930 emend. Fritsch 1935 (algas verde-amareladas) |
|  |                                                                         |

|  | Chrysomerophyceae Cavalier-Smith 1995 |
|  | |
|  | \| \| Phaeothamniophyceae Andersen & Bailey 1998 s.l. \| \| \| \| \| \| Xanthophyceae Allorge 1930 emend. Fritsch 1935 (algas verde-amareladas) \| \| \| \| |
|  | |
|  | Phaeothamniophyceae Andersen & Bailey 1998 s.l. |
|  | |
|  | Xanthophyceae Allorge 1930 emend. Fritsch 1935 (algas verde-amareladas)                                                                                     |
|  | |

|  | Phaeothamniophyceae Andersen & Bailey 1998 s.l.                         |
|  |                                                                         |
|  | Xanthophyceae Allorge 1930 emend. Fritsch 1935 (algas verde-amareladas) |
|  |                                                                         |

|  | Chrysomerophyceae Cavalier-Smith 1995 |
|  | |
|  | \| \| Phaeothamniophyceae Andersen & Bailey 1998 s.l. \| \| \| \| \| \| Xanthophyceae Allorge 1930 emend. Fritsch 1935 (algas verde-amareladas) \| \| \| \| |
|  | |
|  | Phaeothamniophyceae Andersen & Bailey 1998 s.l. |
|  | |
|  | Xanthophyceae Allorge 1930 emend. Fritsch 1935 (algas verde-amareladas)                                                                                     |
|  | |

|  | Phaeothamniophyceae Andersen & Bailey 1998 s.l.                         |
|  |                                                                         |
|  | Xanthophyceae Allorge 1930 emend. Fritsch 1935 (algas verde-amareladas) |
|  |                                                                         |

|  | Chrysomerophyceae Cavalier-Smith 1995 |
|  | |
|  | \| \| Phaeothamniophyceae Andersen & Bailey 1998 s.l. \| \| \| \| \| \| Xanthophyceae Allorge 1930 emend. Fritsch 1935 (algas verde-amareladas) \| \| \| \| |
|  | |
|  | Phaeothamniophyceae Andersen & Bailey 1998 s.l. |
|  | |
|  | Xanthophyceae Allorge 1930 emend. Fritsch 1935 (algas verde-amareladas)                                                                                     |
|  | |

|  | Phaeothamniophyceae Andersen & Bailey 1998 s.l.                         |
|  |                                                                         |
|  | Xanthophyceae Allorge 1930 emend. Fritsch 1935 (algas verde-amareladas) |
|  |                                                                         |

|  | Synchromophyceae Horn & Wilhelm 2007                                                                       |
|  | |
|  | \| \| Leukarachnion Geitler 1942 \| \| \| \| \| \| Chrysophyceae Pascher 1914 (algas-douradas) \| \| \| \| |
|  | |
|  | Leukarachnion Geitler 1942                                                                                 |
|  | |
|  | Chrysophyceae Pascher 1914 (algas-douradas)                                                                |
|  | |

|  | Leukarachnion Geitler 1942                  |
|  |                                             |
|  | Chrysophyceae Pascher 1914 (algas-douradas) |
|  |                                             |

|  | Synchromophyceae Horn & Wilhelm 2007                                                                       |
|  | |
|  | \| \| Leukarachnion Geitler 1942 \| \| \| \| \| \| Chrysophyceae Pascher 1914 (algas-douradas) \| \| \| \| |
|  | |
|  | Leukarachnion Geitler 1942                                                                                 |
|  | |
|  | Chrysophyceae Pascher 1914 (algas-douradas)                                                                |
|  | |

|  | Leukarachnion Geitler 1942                  |
|  |                                             |
|  | Chrysophyceae Pascher 1914 (algas-douradas) |
|  |                                             |

|  | Chrysomerophyceae Cavalier-Smith 1995 |
|  | |
|  | \| \| Phaeothamniophyceae Andersen & Bailey 1998 s.l. \| \| \| \| \| \| Xanthophyceae Allorge 1930 emend. Fritsch 1935 (algas verde-amareladas) \| \| \| \| |
|  | |
|  | Phaeothamniophyceae Andersen & Bailey 1998 s.l. |
|  | |
|  | Xanthophyceae Allorge 1930 emend. Fritsch 1935 (algas verde-amareladas)                                                                                     |
|  | |

|  | Phaeothamniophyceae Andersen & Bailey 1998 s.l.                         |
|  |                                                                         |
|  | Xanthophyceae Allorge 1930 emend. Fritsch 1935 (algas verde-amareladas) |
|  |                                                                         |

|  | Chrysomerophyceae Cavalier-Smith 1995 |
|  | |
|  | \| \| Phaeothamniophyceae Andersen & Bailey 1998 s.l. \| \| \| \| \| \| Xanthophyceae Allorge 1930 emend. Fritsch 1935 (algas verde-amareladas) \| \| \| \| |
|  | |
|  | Phaeothamniophyceae Andersen & Bailey 1998 s.l. |
|  | |
|  | Xanthophyceae Allorge 1930 emend. Fritsch 1935 (algas verde-amareladas)                                                                                     |
|  | |

|  | Phaeothamniophyceae Andersen & Bailey 1998 s.l.                         |
|  |                                                                         |
|  | Xanthophyceae Allorge 1930 emend. Fritsch 1935 (algas verde-amareladas) |
|  |                                                                         |

|  | Chrysomerophyceae Cavalier-Smith 1995 |
|  | |
|  | \| \| Phaeothamniophyceae Andersen & Bailey 1998 s.l. \| \| \| \| \| \| Xanthophyceae Allorge 1930 emend. Fritsch 1935 (algas verde-amareladas) \| \| \| \| |
|  | |
|  | Phaeothamniophyceae Andersen & Bailey 1998 s.l. |
|  | |
|  | Xanthophyceae Allorge 1930 emend. Fritsch 1935 (algas verde-amareladas)                                                                                     |
|  | |

|  | Phaeothamniophyceae Andersen & Bailey 1998 s.l.                         |
|  |                                                                         |
|  | Xanthophyceae Allorge 1930 emend. Fritsch 1935 (algas verde-amareladas) |
|  |                                                                         |

|  | Chrysomerophyceae Cavalier-Smith 1995 |
|  | |
|  | \| \| Phaeothamniophyceae Andersen & Bailey 1998 s.l. \| \| \| \| \| \| Xanthophyceae Allorge 1930 emend. Fritsch 1935 (algas verde-amareladas) \| \| \| \| |
|  | |
|  | Phaeothamniophyceae Andersen & Bailey 1998 s.l. |
|  | |
|  | Xanthophyceae Allorge 1930 emend. Fritsch 1935 (algas verde-amareladas)                                                                                     |
|  | |

|  | Phaeothamniophyceae Andersen & Bailey 1998 s.l.                         |
|  |                                                                         |
|  | Xanthophyceae Allorge 1930 emend. Fritsch 1935 (algas verde-amareladas) |
|  |                                                                         |

|  | Pinguiophyceae Kawachi et al. 2002       |
|  |                                          |
|  | Eustigmatophyceae Hibberd & Leedale 1971 |
|  |                                          |

|  | Synchromophyceae Horn & Wilhelm 2007                                                                       |
|  | |
|  | \| \| Leukarachnion Geitler 1942 \| \| \| \| \| \| Chrysophyceae Pascher 1914 (algas-douradas) \| \| \| \| |
|  | |
|  | Leukarachnion Geitler 1942                                                                                 |
|  | |
|  | Chrysophyceae Pascher 1914 (algas-douradas)                                                                |
|  | |

|  | Leukarachnion Geitler 1942                  |
|  |                                             |
|  | Chrysophyceae Pascher 1914 (algas-douradas) |
|  |                                             |

|  | Synchromophyceae Horn & Wilhelm 2007                                                                       |
|  | |
|  | \| \| Leukarachnion Geitler 1942 \| \| \| \| \| \| Chrysophyceae Pascher 1914 (algas-douradas) \| \| \| \| |
|  | |
|  | Leukarachnion Geitler 1942                                                                                 |
|  | |
|  | Chrysophyceae Pascher 1914 (algas-douradas)                                                                |
|  | |

|  | Leukarachnion Geitler 1942                  |
|  |                                             |
|  | Chrysophyceae Pascher 1914 (algas-douradas) |
|  |                                             |

|  | Chrysomerophyceae Cavalier-Smith 1995 |
|  | |
|  | \| \| Phaeothamniophyceae Andersen & Bailey 1998 s.l. \| \| \| \| \| \| Xanthophyceae Allorge 1930 emend. Fritsch 1935 (algas verde-amareladas) \| \| \| \| |
|  | |
|  | Phaeothamniophyceae Andersen & Bailey 1998 s.l. |
|  | |
|  | Xanthophyceae Allorge 1930 emend. Fritsch 1935 (algas verde-amareladas)                                                                                     |
|  | |

|  | Phaeothamniophyceae Andersen & Bailey 1998 s.l.                         |
|  |                                                                         |
|  | Xanthophyceae Allorge 1930 emend. Fritsch 1935 (algas verde-amareladas) |
|  |                                                                         |

|  | Chrysomerophyceae Cavalier-Smith 1995 |
|  | |
|  | \| \| Phaeothamniophyceae Andersen & Bailey 1998 s.l. \| \| \| \| \| \| Xanthophyceae Allorge 1930 emend. Fritsch 1935 (algas verde-amareladas) \| \| \| \| |
|  | |
|  | Phaeothamniophyceae Andersen & Bailey 1998 s.l. |
|  | |
|  | Xanthophyceae Allorge 1930 emend. Fritsch 1935 (algas verde-amareladas)                                                                                     |
|  | |

|  | Phaeothamniophyceae Andersen & Bailey 1998 s.l.                         |
|  |                                                                         |
|  | Xanthophyceae Allorge 1930 emend. Fritsch 1935 (algas verde-amareladas) |
|  |                                                                         |

|  | Chrysomerophyceae Cavalier-Smith 1995 |
|  | |
|  | \| \| Phaeothamniophyceae Andersen & Bailey 1998 s.l. \| \| \| \| \| \| Xanthophyceae Allorge 1930 emend. Fritsch 1935 (algas verde-amareladas) \| \| \| \| |
|  | |
|  | Phaeothamniophyceae Andersen & Bailey 1998 s.l. |
|  | |
|  | Xanthophyceae Allorge 1930 emend. Fritsch 1935 (algas verde-amareladas)                                                                                     |
|  | |

|  | Phaeothamniophyceae Andersen & Bailey 1998 s.l.                         |
|  |                                                                         |
|  | Xanthophyceae Allorge 1930 emend. Fritsch 1935 (algas verde-amareladas) |
|  |                                                                         |

|  | Chrysomerophyceae Cavalier-Smith 1995 |
|  | |
|  | \| \| Phaeothamniophyceae Andersen & Bailey 1998 s.l. \| \| \| \| \| \| Xanthophyceae Allorge 1930 emend. Fritsch 1935 (algas verde-amareladas) \| \| \| \| |
|  | |
|  | Phaeothamniophyceae Andersen & Bailey 1998 s.l. |
|  | |
|  | Xanthophyceae Allorge 1930 emend. Fritsch 1935 (algas verde-amareladas)                                                                                     |
|  | |

|  | Phaeothamniophyceae Andersen & Bailey 1998 s.l.                         |
|  |                                                                         |
|  | Xanthophyceae Allorge 1930 emend. Fritsch 1935 (algas verde-amareladas) |
|  |                                                                         |

|  | Synchromophyceae Horn & Wilhelm 2007                                                                       |
|  | |
|  | \| \| Leukarachnion Geitler 1942 \| \| \| \| \| \| Chrysophyceae Pascher 1914 (algas-douradas) \| \| \| \| |
|  | |
|  | Leukarachnion Geitler 1942                                                                                 |
|  | |
|  | Chrysophyceae Pascher 1914 (algas-douradas)                                                                |
|  | |

|  | Leukarachnion Geitler 1942                  |
|  |                                             |
|  | Chrysophyceae Pascher 1914 (algas-douradas) |
|  |                                             |

|  | Synchromophyceae Horn & Wilhelm 2007                                                                       |
|  | |
|  | \| \| Leukarachnion Geitler 1942 \| \| \| \| \| \| Chrysophyceae Pascher 1914 (algas-douradas) \| \| \| \| |
|  | |
|  | Leukarachnion Geitler 1942                                                                                 |
|  | |
|  | Chrysophyceae Pascher 1914 (algas-douradas)                                                                |
|  | |

|  | Leukarachnion Geitler 1942                  |
|  |                                             |
|  | Chrysophyceae Pascher 1914 (algas-douradas) |
|  |                                             |

|  | Chrysomerophyceae Cavalier-Smith 1995 |
|  | |
|  | \| \| Phaeothamniophyceae Andersen & Bailey 1998 s.l. \| \| \| \| \| \| Xanthophyceae Allorge 1930 emend. Fritsch 1935 (algas verde-amareladas) \| \| \| \| |
|  | |
|  | Phaeothamniophyceae Andersen & Bailey 1998 s.l. |
|  | |
|  | Xanthophyceae Allorge 1930 emend. Fritsch 1935 (algas verde-amareladas)                                                                                     |
|  | |

|  | Phaeothamniophyceae Andersen & Bailey 1998 s.l.                         |
|  |                                                                         |
|  | Xanthophyceae Allorge 1930 emend. Fritsch 1935 (algas verde-amareladas) |
|  |                                                                         |

|  | Chrysomerophyceae Cavalier-Smith 1995 |
|  | |
|  | \| \| Phaeothamniophyceae Andersen & Bailey 1998 s.l. \| \| \| \| \| \| Xanthophyceae Allorge 1930 emend. Fritsch 1935 (algas verde-amareladas) \| \| \| \| |
|  | |
|  | Phaeothamniophyceae Andersen & Bailey 1998 s.l. |
|  | |
|  | Xanthophyceae Allorge 1930 emend. Fritsch 1935 (algas verde-amareladas)                                                                                     |
|  | |

|  | Phaeothamniophyceae Andersen & Bailey 1998 s.l.                         |
|  |                                                                         |
|  | Xanthophyceae Allorge 1930 emend. Fritsch 1935 (algas verde-amareladas) |
|  |                                                                         |

|  | Chrysomerophyceae Cavalier-Smith 1995 |
|  | |
|  | \| \| Phaeothamniophyceae Andersen & Bailey 1998 s.l. \| \| \| \| \| \| Xanthophyceae Allorge 1930 emend. Fritsch 1935 (algas verde-amareladas) \| \| \| \| |
|  | |
|  | Phaeothamniophyceae Andersen & Bailey 1998 s.l. |
|  | |
|  | Xanthophyceae Allorge 1930 emend. Fritsch 1935 (algas verde-amareladas)                                                                                     |
|  | |

|  | Phaeothamniophyceae Andersen & Bailey 1998 s.l.                         |
|  |                                                                         |
|  | Xanthophyceae Allorge 1930 emend. Fritsch 1935 (algas verde-amareladas) |
|  |                                                                         |

|  | Chrysomerophyceae Cavalier-Smith 1995 |
|  | |
|  | \| \| Phaeothamniophyceae Andersen & Bailey 1998 s.l. \| \| \| \| \| \| Xanthophyceae Allorge 1930 emend. Fritsch 1935 (algas verde-amareladas) \| \| \| \| |
|  | |
|  | Phaeothamniophyceae Andersen & Bailey 1998 s.l. |
|  | |
|  | Xanthophyceae Allorge 1930 emend. Fritsch 1935 (algas verde-amareladas)                                                                                     |
|  | |

|  | Phaeothamniophyceae Andersen & Bailey 1998 s.l.                         |
|  |                                                                         |
|  | Xanthophyceae Allorge 1930 emend. Fritsch 1935 (algas verde-amareladas) |
|  |                                                                         |

|  | Pinguiophyceae Kawachi et al. 2002       |
|  |                                          |
|  | Eustigmatophyceae Hibberd & Leedale 1971 |
|  |                                          |

|  | Synchromophyceae Horn & Wilhelm 2007                                                                       |
|  | |
|  | \| \| Leukarachnion Geitler 1942 \| \| \| \| \| \| Chrysophyceae Pascher 1914 (algas-douradas) \| \| \| \| |
|  | |
|  | Leukarachnion Geitler 1942                                                                                 |
|  | |
|  | Chrysophyceae Pascher 1914 (algas-douradas)                                                                |
|  | |

|  | Leukarachnion Geitler 1942                  |
|  |                                             |
|  | Chrysophyceae Pascher 1914 (algas-douradas) |
|  |                                             |

|  | Synchromophyceae Horn & Wilhelm 2007                                                                       |
|  | |
|  | \| \| Leukarachnion Geitler 1942 \| \| \| \| \| \| Chrysophyceae Pascher 1914 (algas-douradas) \| \| \| \| |
|  | |
|  | Leukarachnion Geitler 1942                                                                                 |
|  | |
|  | Chrysophyceae Pascher 1914 (algas-douradas)                                                                |
|  | |

|  | Leukarachnion Geitler 1942                  |
|  |                                             |
|  | Chrysophyceae Pascher 1914 (algas-douradas) |
|  |                                             |

|  | Chrysomerophyceae Cavalier-Smith 1995 |
|  | |
|  | \| \| Phaeothamniophyceae Andersen & Bailey 1998 s.l. \| \| \| \| \| \| Xanthophyceae Allorge 1930 emend. Fritsch 1935 (algas verde-amareladas) \| \| \| \| |
|  | |
|  | Phaeothamniophyceae Andersen & Bailey 1998 s.l. |
|  | |
|  | Xanthophyceae Allorge 1930 emend. Fritsch 1935 (algas verde-amareladas)                                                                                     |
|  | |

|  | Phaeothamniophyceae Andersen & Bailey 1998 s.l.                         |
|  |                                                                         |
|  | Xanthophyceae Allorge 1930 emend. Fritsch 1935 (algas verde-amareladas) |
|  |                                                                         |

|  | Chrysomerophyceae Cavalier-Smith 1995 |
|  | |
|  | \| \| Phaeothamniophyceae Andersen & Bailey 1998 s.l. \| \| \| \| \| \| Xanthophyceae Allorge 1930 emend. Fritsch 1935 (algas verde-amareladas) \| \| \| \| |
|  | |
|  | Phaeothamniophyceae Andersen & Bailey 1998 s.l. |
|  | |
|  | Xanthophyceae Allorge 1930 emend. Fritsch 1935 (algas verde-amareladas)                                                                                     |
|  | |

|  | Phaeothamniophyceae Andersen & Bailey 1998 s.l.                         |
|  |                                                                         |
|  | Xanthophyceae Allorge 1930 emend. Fritsch 1935 (algas verde-amareladas) |
|  |                                                                         |

|  | Chrysomerophyceae Cavalier-Smith 1995 |
|  | |
|  | \| \| Phaeothamniophyceae Andersen & Bailey 1998 s.l. \| \| \| \| \| \| Xanthophyceae Allorge 1930 emend. Fritsch 1935 (algas verde-amareladas) \| \| \| \| |
|  | |
|  | Phaeothamniophyceae Andersen & Bailey 1998 s.l. |
|  | |
|  | Xanthophyceae Allorge 1930 emend. Fritsch 1935 (algas verde-amareladas)                                                                                     |
|  | |

|  | Phaeothamniophyceae Andersen & Bailey 1998 s.l.                         |
|  |                                                                         |
|  | Xanthophyceae Allorge 1930 emend. Fritsch 1935 (algas verde-amareladas) |
|  |                                                                         |

|  | Chrysomerophyceae Cavalier-Smith 1995 |
|  | |
|  | \| \| Phaeothamniophyceae Andersen & Bailey 1998 s.l. \| \| \| \| \| \| Xanthophyceae Allorge 1930 emend. Fritsch 1935 (algas verde-amareladas) \| \| \| \| |
|  | |
|  | Phaeothamniophyceae Andersen & Bailey 1998 s.l. |
|  | |
|  | Xanthophyceae Allorge 1930 emend. Fritsch 1935 (algas verde-amareladas)                                                                                     |
|  | |

|  | Phaeothamniophyceae Andersen & Bailey 1998 s.l.                         |
|  |                                                                         |
|  | Xanthophyceae Allorge 1930 emend. Fritsch 1935 (algas verde-amareladas) |
|  |                                                                         |

|  | Synchromophyceae Horn & Wilhelm 2007                                                                       |
|  | |
|  | \| \| Leukarachnion Geitler 1942 \| \| \| \| \| \| Chrysophyceae Pascher 1914 (algas-douradas) \| \| \| \| |
|  | |
|  | Leukarachnion Geitler 1942                                                                                 |
|  | |
|  | Chrysophyceae Pascher 1914 (algas-douradas)                                                                |
|  | |

|  | Leukarachnion Geitler 1942                  |
|  |                                             |
|  | Chrysophyceae Pascher 1914 (algas-douradas) |
|  |                                             |

|  | Synchromophyceae Horn & Wilhelm 2007                                                                       |
|  | |
|  | \| \| Leukarachnion Geitler 1942 \| \| \| \| \| \| Chrysophyceae Pascher 1914 (algas-douradas) \| \| \| \| |
|  | |
|  | Leukarachnion Geitler 1942                                                                                 |
|  | |
|  | Chrysophyceae Pascher 1914 (algas-douradas)                                                                |
|  | |

|  | Leukarachnion Geitler 1942                  |
|  |                                             |
|  | Chrysophyceae Pascher 1914 (algas-douradas) |
|  |                                             |

|  | Chrysomerophyceae Cavalier-Smith 1995 |
|  | |
|  | \| \| Phaeothamniophyceae Andersen & Bailey 1998 s.l. \| \| \| \| \| \| Xanthophyceae Allorge 1930 emend. Fritsch 1935 (algas verde-amareladas) \| \| \| \| |
|  | |
|  | Phaeothamniophyceae Andersen & Bailey 1998 s.l. |
|  | |
|  | Xanthophyceae Allorge 1930 emend. Fritsch 1935 (algas verde-amareladas)                                                                                     |
|  | |

|  | Phaeothamniophyceae Andersen & Bailey 1998 s.l.                         |
|  |                                                                         |
|  | Xanthophyceae Allorge 1930 emend. Fritsch 1935 (algas verde-amareladas) |
|  |                                                                         |

|  | Chrysomerophyceae Cavalier-Smith 1995 |
|  | |
|  | \| \| Phaeothamniophyceae Andersen & Bailey 1998 s.l. \| \| \| \| \| \| Xanthophyceae Allorge 1930 emend. Fritsch 1935 (algas verde-amareladas) \| \| \| \| |
|  | |
|  | Phaeothamniophyceae Andersen & Bailey 1998 s.l. |
|  | |
|  | Xanthophyceae Allorge 1930 emend. Fritsch 1935 (algas verde-amareladas)                                                                                     |
|  | |

|  | Phaeothamniophyceae Andersen & Bailey 1998 s.l.                         |
|  |                                                                         |
|  | Xanthophyceae Allorge 1930 emend. Fritsch 1935 (algas verde-amareladas) |
|  |                                                                         |

|  | Chrysomerophyceae Cavalier-Smith 1995 |
|  | |
|  | \| \| Phaeothamniophyceae Andersen & Bailey 1998 s.l. \| \| \| \| \| \| Xanthophyceae Allorge 1930 emend. Fritsch 1935 (algas verde-amareladas) \| \| \| \| |
|  | |
|  | Phaeothamniophyceae Andersen & Bailey 1998 s.l. |
|  | |
|  | Xanthophyceae Allorge 1930 emend. Fritsch 1935 (algas verde-amareladas)                                                                                     |
|  | |

|  | Phaeothamniophyceae Andersen & Bailey 1998 s.l.                         |
|  |                                                                         |
|  | Xanthophyceae Allorge 1930 emend. Fritsch 1935 (algas verde-amareladas) |
|  |                                                                         |

|  | Chrysomerophyceae Cavalier-Smith 1995 |
|  | |
|  | \| \| Phaeothamniophyceae Andersen & Bailey 1998 s.l. \| \| \| \| \| \| Xanthophyceae Allorge 1930 emend. Fritsch 1935 (algas verde-amareladas) \| \| \| \| |
|  | |
|  | Phaeothamniophyceae Andersen & Bailey 1998 s.l. |
|  | |
|  | Xanthophyceae Allorge 1930 emend. Fritsch 1935 (algas verde-amareladas)                                                                                     |
|  | |

|  | Phaeothamniophyceae Andersen & Bailey 1998 s.l.                         |
|  |                                                                         |
|  | Xanthophyceae Allorge 1930 emend. Fritsch 1935 (algas verde-amareladas) |
|  |                                                                         |